# Сергей Четкович
Сергей Четкович (на черногорски: Сергеј Ћетковић, Sergej Ćetković) е известен черногорски певец от Югославия.

## Биография
Роден е в Титоград (дн. Подгорица) на 8 март 1975 година.
Първия си контакт с музиката осъществява, когато е едва седемгодишен. Прави първата си изява като член на най-младата по онова време черногорска група, наречена „Ватрена срца“, където е вокалист и свири на пиано. Тогава осъзнава необходимостта да стане част от професионалната сфера на музиката.
Започва певческата си кариера през 1998 година на известния фестивал „Сунчане скале“, където участва с песента „Била си ружа“. Две години след соловия му дебют издава първия си албум, носещ името „Кристина“. Албумът жъне неочаквани успехи и скоро започва да се предлага из всички страни от Югославия.
Съдържащ дванадесет песни, след още две години излиза и вторият албум на певеца – „Буди ми вода“. През 2003 година участва на Будванския фестивал с песента „Постојим и ја“, която печели награда за най-добър аранжимент. През 2005 година издава компилация от песни, след което представя на медиите третия си албум, наречен „Кад ти затреба“. Най-популярната песен от този албум е „Погледи у тами“.
През 2007 година осъществява успешно турне из Сърбия и Черна гора; всички билети са били разпродадени и е трябвало да се провеждат допълнителни концерти.
На 19 ноември 2013 година е избран да представи Черна гора на „Евровизия 2014“. Певецът класира страната на 19-о място.